# Ship of Dreams
Ship of Dreams è un album del 2004 di David Knopfler.

## Artista
- David Knopfler - Voce, chitarre, pianoforte, armonica

## Musicisti
- Harry Bogdanovs - chitarra, pianoforte, basso, mandolino
- Alan Clark - Hammond, pianoforte (9)
- Martin Ditcham - batteria, percussioni
- Pete Shaw - basso

## Altri musicisti
- Chris Rea - chitarra elettrica (2)(8)(11)
- Julia Neigel - Voce (10)(13)
- Tim Whitehead - sassofono
- Melvin Duffy - pedal steel (5), lap steel (5)
- Jane Weatherhogg - violoncello (10)
- Robin Thompson - violoncello (12)
- Rob Farrer - timpani (7)
- Tee Green - cori
- Flavia Gray - cori

## Tracce
1. 4U (Rabbit Song) - 5:42
2. Easy Street - 3:44
3. God's Mockingbird - 6:42
4. Ship of Dreams - 4:35
5. True Love - 4:39
6. All I want is You - 2:50
7. Going Down with the Waves - 3:45
8. When will the Crying Stop - 3:52
9. Shine Shine Shine - 5:41
10. The Price for loving You - 3:15
11. Sometimes there are no Words - 4:50
12. Mending My Nets - 6:13
13. Tears fall - 3:04
14. Symmetry of the Stars - 4:16
15. America - 4:10
16. Anna tonight - 3:46